# Лімбу (мова)
Лімбу (самоназва: ᤕᤰᤌᤢᤱ ᤐᤠᤴ, yakthung pān) — сино-тібетська мова, якою розмовляють представники народу Лімбу, що мешкають переважно на території індійських штатів Сіккім, Кашмір і Західний Бенгал, Непалу (Лімбуван) та Пакистану (Кашмір). Загальне число носіїв близько 370 тисяч. У мові існують чотири основні діалекти: пантаре, педапе, чаттхаре і тамбар-кхоле. Стандартним діалектом є пантаре, але найбільше число носіїв належить до педапе. Більшість носіїв лімбу — індуїсти, більшість лімбу в Кашмірі — мусульмани.